# NGC 231
NGC 231 (ook wel ESO 29-SC5, GC 123, h 2340, Lindsay 25 of Kron 20) is een open sterrenhoop in het sterrenbeeld Toekan. Het bevindt zich, vanuit de Aarde gezien, aan de westelijke rand van de Kleine Magelhaense Wolk en maakt deel uit van een ketting van drie open sterrenhopen (de andere twee zijn NGC 220 en NGC 222). NGC 231 werd op 12 augustus 1834 ontdekt door de Britse astronoom John Herschel.